# Marilyn Hassett
Marilyn Hassett (ur. 17 grudnia 1947 w Los Angeles w Kalifornii) — amerykańska aktorka filmowa i telewizyjna. Laureatka nagrody Złotego Globu.

## Kariera
Zadebiutowała na ekranie jako tancerka w dramacie Sydneya Pollacka Czyż nie dobija się koni? (1969) z Jane Fondą. Występowała także gościnnie w serialach: Emergency! (1972) z Robertem Fullerem, The Six Million Dollar Man (1974) z Lee Majorsem oraz Movin' On (1974) z Claude’em Akinsem, Aldem Rayem i Jamesem Keachem.
Reżyser Larry Peerce wybrał ją spośród kilkuset osób do głównej roli narciarki Jill Kinmont w biograficznym melodramacie The Other Side of the Mountain (Druga strona góry, 1975), za którą w 1976 zdobyła Złoty Glob jako Nową Gwiazda Roku i była nominowana do Złotego Globu dla najlepszej aktorki w filmie dramatycznym. Film stał się najbardziej dochodowym filmem Universal Studios od 20 lat, a w 1978 powstała kontynuacja The Other Side of the Mountain: Part II.
W horrorze Shadow of the Hawk (1976) u boku Jana-Michaela Vincenta i Dana George’a zagrała postać Maureen. W
adaptacji powieści Sylvii Plath Szklany klosz (The Bell Jar, 1979) w reżyserii Larry’ego Peerce’a wcieliła się w rolę Esther Greenwood. Wystąpiła w roli Lois Fredericks w dramacie wojennym Massive Retaliation (1984) z udziałem Jasona Gedricka, a na planie tego filmu wykonywała także funkcję kaskaderki.

## Życie prywatne
Była żoną reżysera Larry Peerce.

## Filmografia

### Filmy
- 1969: Czyż nie dobija się koni? jako tancerka (niewymieniona w czołówce)
- 1975: The Other Side of the Mountain jako Jill Kinmont
- 1976: Dwuminutowe ostrzeżenie jako Lucy
- 1979: Szklany klosz (The Bell Jar) jako Esther Greenwood
- 1986: The Eleventh Commandment jako Edie
- 1988: Posłaniec śmierci jako Josephine Fabrizio
- 1991: Twenty Dollar Star jako Lou Ann

### Seriale TV
- 1983: This Is the Life
- 1984: Napisała: Morderstwo jako Maggie Earl
- 1990: Partner z zaświatów jako Melisa